# Færøske lagtingsmedlemmer 1984-1988
Færøernes Lagting havde 32 medlemmer mellem lagtingsvalgene 1984 og 1988.

## Faste medlemmer
| Navn                  | Parti                     | Valgkreds      | Bemærkninger                                   |
| --------------------- | ------------------------- | -------------- | ---------------------------------------------- |
| Thomas Arabo          | Javnaðarflokkurin         | Norðurstreymoy |                                                |
| Óli Breckmann         | Fólkaflokkurin            | Suðurstreymoy  |                                                |
| Jóannes Dalsgaard     | Javnaðarflokkurin         | Suðurstreymoy  |                                                |
| Atli Dam              | Javnaðarflokkurin         | Suðuroy        | Lagmand 1985–1988. Sverre Midjord mødte.       |
| Jógvan Durhuus        | Tjóðveldisflokkurin       | Norðurstreymoy | Minister 1985–1988                             |
| Pauli Ellefsen        | Sambandsflokkurin         | Suðurstreymoy  | Lagmand 1984–1985                              |
| Svend Aage Ellefsen   | Fólkaflokkurin            | Vágar          |                                                |
| Adolf Hansen          | Kristiligi Fólkaflokkurin | Eysturoy       |                                                |
| Heini O. Heinesen     | Tjóðveldisflokkurin       | Norðoyar       |                                                |
| Asbjørn Joensen       | Sjálvstýrisflokkurin      | Norðoyar       |                                                |
| Ivan Johannesen       | Sambandsflokkurin         | Vágar          |                                                |
| Vilhelm Johannesen    | Javnaðarflokkurin         | Norðoyar       | Minister 1985–1988. Poul J. Olsen mødte.       |
| Anfinn Kallsberg      | Fólkaflokkurin            | Norðoyar       | Minister 1984–1985                             |
| Hilmar Kass           | Sjálvstýrisflokkurin      | Suðurstreymoy  |                                                |
| Karin Kjølbro         | Tjóðveldisflokkurin       | Suðurstreymoy  |                                                |
| Jacob Lindenskov      | Javnaðarflokkurin         | Suðurstreymoy  | Lagtingsformand 1984–1987.                     |
| Poul Michelsen        | Fólkaflokkurin            | Suðurstreymoy  |                                                |
| Flemming Mikkelsen    | Sambandsflokkurin         | Suðuroy        |                                                |
| Tordur Niclasen       | Kristiligi Fólkaflokkurin | Suðurstreymoy  |                                                |
| Agnar Nielsen         | Sambandsflokkurin         | Norðurstreymoy |                                                |
| Hergeir Nielsen       | Tjóðveldisflokkurin       | Suðuroy        | Lagtingsformand 1987–1988.                     |
| Henrik Old            | Javnaðarflokkurin         | Suðuroy        |                                                |
| Johannes Martin Olsen | Sambandsflokkurin         | Eysturoy       |                                                |
| Jógvan I. Olsen       | Sambandsflokkurin         | Eysturoy       |                                                |
| Olaf Olsen            | Fólkaflokkurin            | Eysturoy       |                                                |
| Tórálvur Mohr Olsen   | Javnaðarflokkurin         | Sandoy         |                                                |
| Erlendur Patursson    | Tjóðveldisflokkurin       | Suðurstreymoy  | Døde i 1986. Hans Jacob Debes mødte 1986–1988. |
| Eilif Samuelsen       | Sambandsflokkurin         | Suðurstreymoy  | Minister 1984–1985.                            |
| Jógvan Sundstein      | Fólkaflokkurin            | Suðurstreymoy  |                                                |
| Jørgen Thomsen        | Javnaðarflokkurin         | Eysturoy       |                                                |
| Eyðun M. Viderø       | Fólkaflokkurin            | Sandoy         |                                                |

| Portal | Portal:Færøerne |